# 粉紅裝飾
粉紅裝飾，又譯粉紅清洗、漂粉（英語：Pinkwashing），也被稱為彩虹清洗、漂彩（rainbow-washing），　是一種行銷策略，表面上是宣傳LGBT權利保護的策略，表彰組織支持的自由主義和民主，但是目的往往是為了轉移注意力或合法化其他國家或社群暴力。
2011年，莎拉·舒爾曼使用「Pinkwashing」的概念來討論以色列政府的公共關係，研究中涉及了以色列政府以性少數群體為種族主義和仇外心理辯護。  
漂粉以西方國家的LGBT權利為基礎，延續了為殖民主義辯護的文明使命。  
更廣義的漂粉也可以被定義為「對女同志（lesbian）、男同志（gay）、雙性戀、跨性別者（transgender）和酷兒（queer）（LGBTQ）的平等權利貢獻甚微，甚至沒有貢獻，還排除他們的存在」，漂粉只是為了LGBT市場行銷的目的服務，發布一些幾乎無關、只是表面引發消費者同情心的營銷訊息。

## 外部連結
- Pinkwatching Israel （页面存档备份，存于）
- No to Pinkwashing